# Xeromys myoides
Il falso ratto d'acqua (Xeromys myoides  Thomas, 1889) è l'unica specie del genere Xeromys (Thomas, 1889), diffusa in Nuova Guinea e Australia.

## Descrizione

### Dimensioni
Roditore di piccole dimensioni, con lunghezza della testa e del corpo tra 85 e 120 mm, la lunghezza della coda tra 75 e 90 mm, la lunghezza del piede tra 23 e 26 mm, la lunghezza delle orecchie tra 10 e 14 mm e un peso fino a 55 g.

### Caratteristiche craniche e dentarie
Il cranio presenta delle ossa nasali alquanto accorciate,  la scatola cranica robusta e le bolle timpaniche piccole. Gli incisivi superiori sono lisci, giallognoli e proodonti, ovvero con le punte rivolte in avanti, quelli inferiori sono invece bianchi. Sono presenti soltanto due molari su ogni semi-arcata, ognuno con la caratteristica disposizione a bacino delle cuspidi.
Sono caratterizzati dalla seguente formula dentaria:

### Aspetto
Il corpo è simile a quello di un topo, con una pelliccia molto corta. Le parti superiori e gli arti sono grigio scuro, mentre le parti ventrali e le zampe sono bianche. La linea di demarcazione lungo i fianchi è poco distinta. Il muso è appuntito, gli occhi sono relativamente piccoli. Le vibrisse sono simili a quelle del genere Mus piuttosto che Hydromys. Le orecchie sono grigie, corte e arrotondate. Il mignolo è considerevolmente ridotto, il pollice è munito di un'unghia appiattita. I piedi sono d'aspetto normale, non palmati, con il quinto dito relativamente corto. Sono presenti 5 cuscinetti sul palmo delle mani e 6 cuscinetti sulla pianta dei piedi. La coda è leggermente più lunga del corpo e della testa, è cosparsa di peli bianchi, è uniformemente rosata e rivestita di 20-22 anelli di scaglie per centimetro. Le femmine hanno due paia di mammelle inguinali. Il Cariotipo è 2n=48 FN=52.

## Biologia

### Comportamento
È una specie prevalentemente notturna e parzialmente acquatica.

### Alimentazione
Si nutre di crostacei, invertebrati marini e molluschi. 

### Riproduzione
Si riproduce in qualsiasi periodo dell'anno.

## Distribuzione e habitat
Questa specie è diffusa in Nuova Guinea sud-occidentale, e nelle regioni costiere del Territorio del Nord, Queensland, Melville Island e Fraser Island.
Vive nelle paludi, mangrovie e talvolta nelle saline.

## Conservazione
La IUCN Red List, considerato l'areale ristretto e fortemente frammentato e il degrado del proprio habitat, classifica X.myoides come specie vulnerabile (VU).

La CITES ha inserito questa specie nell'appendice I.